# Srnetica
Die Srnetica (serbokroat. für „Rehgebirge“) ist ein Höhenzug in Bosnien und Herzegowina, der Teil des Dinarischen Gebirges ist. Ihr höchster Gipfel erreicht 1375 m.
Am Grla-Pass (797 m) der Magistralstraße 5 geht die Srnetica in das Grmeč-Gebirge über; der Oberlauf der Sana trennt sie vom Höhenzug des Dimitor. Das Gebirge ist dicht bewaldet und kaum bewohnt. Am Südhang liegt die „Geisterstadt“ Srnetica, welche zur Gemeinde Istočni Drvar der Republika Srpska gehört, jedoch seit 1975, dem Ende des Schmalspurbahnbetriebes zwischen Prijedor, Jajce und Lička Kaldrma (auch  Steinbeisbahn genannt), verlassen ist. Einst hatte der Ort etwa 2500 Einwohner.
Das Gebiet zwischen der Srnetica und der südlich gelegenen Klekovača ist weitgehend naturbelassen und gehört zu den am dünnsten besiedelten Teilen des Landes.